# Showa-Hochschule für Musik
Die Shōwa Academia Musicae (japanisch 昭和音楽大学, Shōwa ongaku daigaku, kurz: Shōwa ondai) ist eine private Musikhochschule (Universität) in Asao-ku (麻生区), Kawasaki, Präfektur Kanagawa in Japan.

## Geschichte
Im Jahr 1930 wurde in Shinjuku-ku, Tokio, der Vorgänger der Schule für Gesangsunterricht von Shimoyakawa Keisuke gegründet. Einer der ersten Lehrbeauftragten war der deutsche Komponist Manfred Gurlitt. 1969 zog das Institut nach Atsugi, Präfektur Kanagawa. Zudem wurde ein Junior College (昭和音楽大学短期大学部, Showa University of Music Junior College) angegliedert. 1984 wurde es zu einem vierjährigen College und nahm den heutigen Namen an. 1989 zog es an den heutigen Standort in Kawasaki.
Forschungs- und Unterrichtsschwerpunkte sind Oper, Ballett, Musik, Klavier, Musiktherapie und -erziehung.